# Сишуй (Хубэй)
Сишу́й (кит. упр. 浠水, пиньинь Xīshuǐ) — уезд городского округа Хуанган провинции Хубэй (КНР).

## История
Изначально эти места были частью уезда Цичунь. В 448 году западная часть уезда Цичунь была выделена в отдельный уезд Сишуй (希水县). В 520 году написание названия уезда было изменено с 希水 на 浠水. В 621 году уезд был переименован в Ланьси (兰溪县), а в 742 году — в Цишуй (蕲水县). Название Сишуй было ему возвращено лишь в 1933 году.
В 1949 году был образован Специальный район Хуанган (黄冈专区), и уезд вошёл в его состав. В 1970 году Специальный район Хуанган был переименован в Округ Хуанган (黄冈地区). В 1995 году округ Хуанган был преобразован в городской округ.

## Административное деление
Уезд делится на 12 посёлков и 1 волость.